# Glenn Hysén
Glenn Ingvar Hysén (Gotemburgo, Suecia, 30 de octubre de 1959) es un exfutbolista sueco, se desempeñaba como defensa y actualmente ejerce de entrenador del Utsiktens BK sueco.
Es el padre de los futbolistas Tobias Hysén , Alexander Hysén y Anton Hysén

## Clubes
| Club           | País         | Año       | Partidos | Goles |
| -------------- | ------------ | --------- | -------- | ----- |
| IFK Göteborg   | Suecia       | 1977-1983 | 117      | 8     |
| PSV Eindhoven  | Países Bajos | 1983-1985 | 45       | 12    |
| IFK Göteborg   | Suecia       | 1985-1987 | 38       | 5     |
| ACF Fiorentina | Italia       | 1987-1989 | 61       | 1     |
| Liverpool FC   | Inglaterra   | 1989-1992 | 82       | 4     |
| GAIS           | Suecia       | 1992-1994 | 54       | 2     |

## Palmarés
IFK Göteborg
- Allsvenskan: 1981-82, 1982-83, 1986-87
- Copa de Suecia: 1982, 1987
- Copa de la UEFA: 1982, 1987

Liverpool FC
- FA Premier League: 1989-90
- FA Community Shield: 1989, 1990